# Конрад I (Майсен)
Конрад I Велики или Благочестиви (на немски: Konrad von Meißen, der Große; der Fromme, * 1098, † 5 февруари 1157 в манастир Лаутерберг) от род Ветини е граф на Ветин, от 1123 г. маркграф на и от 1136 г. на марка Лужица; от 1125 г. маркграф на Маркграфство Майсен.
Конрад е вторият син на Тимо от Ветин († 1091 или 1118), граф на Ветин, Брена и Крищриц, и съпругата му Ида от Нортхайм, дъщеря на баварския херцог Ото Нортхаймски. Той е по-малък брат на граф Деди IV от Ветин († 1124). По бащина линия той е внук на Дитрих I (първият маркграф на Марка Лужица 1032 – 1034).
Баща му умира рано и оставя на фамилията територията около замък Ветин, северно от Хале на Заале. През 1124 г. умира по-големият му брат, Деди, оставил само дъщеря, затова Конрад наследява неговите владения. През 1125 г. Конрад получава официално Маркграфство Майсен от император Хайнрих V и през 1130 г. от император Лотар III, когото придружава през 1136 г. в похода в Долна Италия. Конрад получа затова през 1136 г., след смъртта на маркграф Хайнрих фон Гройч († 31 декември 1135), Долна Лужица и Горна Лужица и ги обединява. През 1143 г. той получава от император Конрад III господството над дворец Рохлитц и земята на славяните Милчани.
През 1146 г. той се сдобрява с кралство Полша като жени син си Дитрих за дъщеря на полски херцог. През 1147 г. Конрад се присъединява към Хайнрих Лъв, Албрехт Мечката и архиепископа на Магдебург и Бремен, за да организира кръстоносен поход против вендите, ободритите и вагрите.
Конрад жени през 1147 г. син си Ото и дъщеря си Адела за деца на маркграф Албрехт Мечката, който от 1150 г. притежава Маркграфство Бранденбург. Така Конрад свързва двете династии на Асканите и Ветините. Той поставя през 1154 г. своя племенник Вихман (* 1116, † 25 август 1192) за архиепископ на Магдебург.
През края на 1156 г. 60-годишният Конрад се отказва в катедралата на Майсен от титлата си и отива като монах в своя домашен манастир в Лаутерберг при Хале. Конрад умира след два месеца в манастира на 5 февруари 1157 г.

## Семейство и деца
Той е женен от преди 1119 г. за Луитгард фон Равенщайн († 19 юни 1146 в манастир Гербщет), графиня от Елхинген-Иренберг, дъщеря на Адалберт фон Равенщайн, граф на Елхинген и Иренберг, и на Берта фон Щауфен, дъщеря на Фридрих I от Швабия. Двамата имат децата:
- Хайнрих († млад)
- Ото Богатия (* 1125, † 18 февруари 1190), маркграф на Майсен
- Дитрих от Ландсберг и Айленбург (* 1125, † 9 февруари 1185)
- Хайнрих I от Ветин (* 1123, † 30 август 1181)
- Дедо III (V) (* 1130, † 16 август 1190)
- Фридрих I от Брена (* 1142/45, † 4 януари 1182)
- Гертруд († 1191), омъжена за граф Гюнтер II от Шварцбург († 1197)
- Ода, абатиса в Гербщет († 1190)
- Берта, абатиса в Гербщет
- Адела († 23 октомври 1181), омъжена за I. 1152 за Свен III, крал на Дания († 1157) (Дом Естридсон), II. за граф Адалберт III фон Баленщет († 1171)
- София († 16 април 1190), омъжена за граф Гебхард I фон Бургхаузен († 1164)
- Агнес (* 5 ноември 1184, † 21 януари 1203), абатиса на Кведлинбург